# Berberis citernei
Berberis citernei är en berberisväxtart som beskrevs av Ahrendt. Berberis citernei ingår i släktet berberisar, och familjen berberisväxter. Inga underarter finns listade i Catalogue of Life.